# Jan Tschichold
Jan Tschichold (Lipsia, 2 aprile 1902 – Locarno, 11 agosto 1974) è stato un tipografo, scrittore, designer e insegnante tedesco, tra i principali teorici della tipografia e della progettazione del libro del Novecento, grazie alle molte opere tra cui spicca il saggio Die neue Typographie (1928).

## Gli studi
Jan Tschichold nasce nell'aprile del 1902 con il nome di Johannes Tzschichhold da Franz Tzschichhold e Maria Zapff. Suo padre, di origini slovacche, è un artista calligrafo e disegnatore di insegne a Lipsia.
In quegli anni Lipsia è una dei centri più importanti della Germania per l'editoria, la stampa e il design di caratteri tipografici. La città ha anche un museo dedicato alla stampa, nel Buchgewerbehaus: qui scopre ed impara a conoscere e amare la tipografia classica.
Nel 1914, a 12 anni, Tschichold visita la Internationale Hausstellung für Buchegewerbe und Graphik, meglio conosciuta come Bugra. La mostra espone una panoramica del disegno editoriale tedesco contemporaneo. L'esperienza influenza profondamente il ragazzo, che decide di diventare professore di illustrazione. Convince il padre, che lo vorrebbe insegnante d'arte, ad assecondarlo nella sua scelta. Si trasferisce quindi a Grimma, vicino a Lipsia, dove inizia gli studi. Diventa allievo di Walter Tiemann all'Accademia per le Arti Grafiche e la Produzione di Libri e, nello stesso periodo, studia calligrafia con Hermann Delitsch. Approfondisce inoltre la materia studiando Unterricht in Ornamentaler Schrift di Rudolf von Larisch e Writing & Illuminating & Lettering, di Edward Johnston. Johnston è considerato, insieme a Rudolf Koch il padre della calligrafia moderna e le sue opere hanno grande influsso nella Germania di quegli anni.
Questa formazione di artigianato artistico e calligrafia differenzia Tschichold dalla maggior parte dei suoi colleghi contemporanei, che studiano architettura o belle arti. Inoltre ha buona padronanza del latino: questo gli permette di studiare con agio la tipografia classica. Prosegue gli studi a Dresda alla scuola di arti e mestieri.

## I primi anni lavorativi e il contatto con il Bauhaus
Johannes completa gli studi e inizia a lavorare come freelance per le fiere di settore che si tengono a Lipsia, per le quali studia annunci pubblicitari. Dal 1921 al 1923, inoltre, lavora come assistente di Delitsch insegnando calligrafia in un corso serale presso l'Accademia di Lipsia. Nel 1923 inizia a collaborare con la stamperia Fischer & Wittig e le case editrici Insel-Verlag e Philobiblon, di Varsavia.
Nel 1923 si reca a Weimar a visitare la prima mostra del Bauhaus. Questa mostra risulta un evento cardine nella vita di molti artisti e designer dell'epoca: per Tschichold è una rivelazione. Conosce qui le opere di Walter Gropius, di Ludwig Mies van der Rohe, Oskar Schlemmer, Wassily Kandinsky e Lázló Moholy-Nagy. In breve tempo scopre anche le opere del grafico olandese Piet Zwart, di Kazimir Severinovič Malevič, di El Lissitzky e di Alexander Rodchenko.
Tschichold comincia presto ad incorporare nel suo lavoro gli spunti ricavati da questi artisti fondendo insieme il Funzionalismo del Bauhaus, le teorie del De Stijl olandese e il Costruttivismo russo. Johannes ha grande ottimismo per gli sviluppi culturali innescati dalla rivoluzione russa. Per questo cambia il suo nome proprio in Iwan.

### Die Neue Typographie
Questo termine viene usato per la prima volta da Moholy-Nagy nel 1923: è il titolo dell'articolo che scrive per il catalogo della prima mostra del Bauhaus, per indicare un nuovo modo di intendere l'uso del carattere tipografico e dell'impaginazione secondo principi di funzionalismo e modernismo.
Per capire la portata dei principi della Nuova Tipografia è necessario considerare alcuni aspetti, che oggi possono risultare poco immediati:
- al tempo i caratteri tipografici più in uso in Germania erano i caratteri gotici che Gutenberg aveva usato per la sua Bibbia, nel 1452. L'impaginazione era simmetrica e fortemente statica. Il fatto che questi caratteri fossero vecchi, difficilmente leggibili e scarsamente funzionali o che l'impaginazione fosse inadeguata alle necessità comunicative o commerciali del prodotto non era un problema preso in considerazione.
- era fortemente diffusa l'illustrazione (e non la fotografia). Questa, evidentemente, non rappresentava fedelmente il prodotto, ma ne forniva una interpretazione più o meno aderente alla realtà.
- la radio non era fortemente diffusa, non esisteva la televisione, tantomeno internet. La stampa era l'unico mezzo di comunicazione di massa, nonché l'unico mezzo pubblicitario vero e proprio. Rivoluzionare il modo di impaginare e i caratteri tipografici da usare equivaleva a rivoluzionare un intero sistema comunicativo e promozionale.

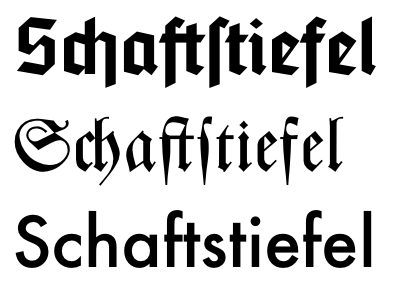
Confronto fra caratteri tipografici tedeschi gotici e bastoni. Dall'alto: Tannenberg halbfett, di Erich Meyer (ca. 1935); Zentenar-Fraktur di F. H. Ernst Schneider's (ca. 1939); Futura, di Paul Renner (ca. 1927). Il futura è uno dei caratteri prediletti della Nuova Tipografia.

Con i principi della Nuova Tipografia, essenzialmente, si inizia a impaginare con criteri moderni, dando prevalenza all'uso della fotografia, dell'impaginazione asimmetrica e dinamica e dei caratteri bastoni al posto dei gotici o graziati. Tutt'oggi il design grafico rispetta quelle regole e quella visione, sebbene questa si sia ampliata e arricchita di numerosi contributi negli anni successivi.

#### L'insertoElementare Typographie.
Nel 1925 Tschichold viene invitato a scrivere una parte del numero di ottobre della rivista Typographische Mitteilungen e progetta per l'occasione l'inserto speciale della pubblicazione: elementare typographie. L'inserto è interamente dedicato alla Die Neue Typographie (La nuova tipografia).
L'inserto è stampato in rosso e nero e spiega nel dettaglio i principi della nuova tipografia e del nuovo design grafico ad uso dei professionisti del settore: stampatori, tipografi e designer di font. Presenta inoltre alcune opere di vari artisti dell'epoca tra cui i designer d'avantguardia Max Burchartz, Johannes Molzahn, Lázló Moholy-Nagy, Herbert Bayer, Otto Baumberger, El Lissitzky e diverse opere di artisti De Stijl. L'inserto viene distribuito in 20 000 copie, si pone in netto contrasto con lo status quo editoriale del tempo e rende il giovane Tschichold conosciuto e famoso.

#### Nuovi principi per una nuova comunicazione
Elementare Typographie è, di fatto, il manifesto di un modo nuovo di comunicare. I principi esposti sono:
- la funzionalità come scopo essenziale della nuova tipografia. La forma deve essere al servizio del contenuto.
- la comunicazione deve avere la forma più breve, semplice e avvincente possibile
- la tipografia deve avere uno scopo sociale
- è necessario usare il minor numero di elementi possibili (in termini di caratteri, numeri, segni, linee, eccetera) e la fotografia al posto dell'illustrazione. Questo perché la fotografia viene considerata un mezzo preciso e realistico.

#### Il periodo di Monaco e le prime difficoltà politiche
Il 31 marzo 1926 Tschichold sposa Maria Mathilda Edith Kramer, che ha studiato come giornalista. Nel 1927 Iwan e Edith hanno un figlio, che purtroppo muore a soli 6 mesi.
Nel 1926 Iwan Tschichold e Paul Renner vengono accusati di essere bolscevichi da due giornali di settore. È probabilmente per questo che i due vengono in contatto diretto. Renner diventa direttore della Munich Grafische Berufsschule di Monaco (Scuola professionale di arti grafiche). Qui ha avuto incarico di organizzare un nuovo corso di studio e un nuovo istituto: la Meisterschule für Deutschlands Buchdrücker.
In giugno Renner ottiene un posto di insegnante in tipografia e calligrafia per Tschichold alla Meisterschule. La famiglia Tschichold lascia quindi Berlino, dove la diffusione dei principi della Nuova Tipografia ha comunque incontrato una grossa resistenza, e si trasferisce a Monaco. Edith ricorderà successivamente che entrambi fossero sono consapevoli che Monaco fosse una città molto conservatrice, ma lo avessero considerato un fatto di secondaria importanza.
Il clima politico comincia a dare segni di deterioramento: gli artisti che manifestano ammirazione per le avanguardie russe subiscono pressioni e il semplice avere in casa manifesti o pubblicazioni moderniste comincia a generare una serie di problemi. Tschichold, come altri, ne ha diversi che conserva come esempi di buon design. Questo tuttavia rafforza la tesi che sia un bolscevico. In realtà, ricorderà Edith, la politica era difficilmente un argomento di conversazione in casa.
L'incarico di Tschichold alla Meisterschule solleva una serie di obiezioni di natura squisitamente politica. Nei carteggi di Johann Popp, direttore della Munich Grafische Berufsschule, si esprime il sospetto che le tesi della Nuova Tipografia abbiano uno sfondo politico. Poiché la Meisterschule è stata fondata grazie alle donazioni delle conservatrici autorità cittadine la carriera di Tschichold incontra una serie di ostacoli. Gli viene infatti negata la qualifica di Professore e resta un semplice docente.
Per tutti questi motivi nel giugno del 1926 Renner convince Tschichold a cambiare nuovamente il suo nome: da Iwan (alla russa) a Jan (dal suo nome di battesimo, Johann).

#### Il libroDie Neue Typographie
Die Neue Typographie è anche il nome del primo libro di Tschichold, pubblicato nel 1928. Il libro viene distribuito in tutta Europa e diventa libro di testo al Bauhaus.
Nel libro Tschichold cita come esempio dei principi esposti le opere di Zwart e di Filippo Tommaso Marinetti. In aggiunta a quanto esposto nell'inserto nel 1925, nell'opera vengono sottolineati questi punti:
- l'impaginazione simmetrica è rigida e poco funzionale. Va evitata, in favore di impaginazioni asimmetriche e dinamiche, con titoli a lunghezze variabili
- l'impaginazione va strutturata sulle direttrici di una gabbia sottostante (orizzontale o verticale), affiancando agli elementi spazi vuoti ben calibrati
- gli spazi vuoti sono un elemento preciso e determinante del design
- elementi geometrici come rettangoli, barre e filetti vanno usati perché rinforzano la struttura e aumentano la tensione e il dinamismo complessivo
- gli unici caratteri che devono venire usati sono i bastoni, qui definiti grotesque. Questi caratteri vanno usati in pesi diversi (regolari, grassetti, corsivi, eccetera)
- la composizione a macchina è di determinante importanza nel design grafico e nella comunicazione

Composizione della pagina di un manoscritto medievale secondo l'autore

Dal 1927 al 1933 Tschichold viaggia in Germania, Austria, Cecoslovacchia, Svizzera e Francia promuovendo la Nuova Tipografia con mostre, conferenze e pubblicazioni. Ciononostante durante questo periodo la maggioranza delle pubblicazioni continuano a venire prodotte in modo tradizionale. Diversi incarichi commissionati allo stesso Tschichold - soprattutto quelli per la Insel-Verlag - vengono richiesti con caratteri gotici, ornamenti vari e impaginazione simmetrica. Tschichold non firma queste opere ed è evidente che le abbia considerate come meno rilevanti di quelle in cui poteva applicare in toto i nuovi canoni.
Il 4 gennaio 1929 nasce suo figlio Peter.
A partire dal 1930 Tschichold comincia a staccarsi dalla pubblicità e a orientarsi al design editoriale. Inizia a collaborare con l'editrice socialista Der Bücherkreis che spesso gli offre la più ampia libertà di progettare integralmente il libro che gli commissiona. Qui Tschichold ha l'autentica opportunità di lavorare come desidera, creando il libro come un'entità complessiva in cui ogni aspetto è progettato in relazione con gli altri: tipi di carattere, impaginazione, formato, immagini, copertina, rilegatura. Nei 3 anni successivi disegnerà per la Der Bücherkreis quasi 25 libri.
Tschichold è un autore prolifico e molto orientato alla divulgazione. Pubblica diversi libri in questi anni, intesi per essere libri di testo: Eine Stunde Druckgestaltung (Una lezione sul design di stampa) nel 1930; Schriftschreiben für Setzer (Lettering e calligrafia per i compositori) nel 1931; Typographische Entwurfstechnik (Metodo di design tipografico) nel 1932.
Eine Stunde Druckgestaltung è un proseguimento di Die Neue Typographie e ottiene risonanza internazionale.

#### IlRing Neue Werbegestalter
Nel 1928 nasce l'associazione Ring Neue Werbegestalter (Circolo dei nuovi designer pubblicitari) che riunisce, oltre allo stesso Tschichold molti membri della tipografia d'avanguardia tra cui Kurt Schwitters, Max Burchartz, Willi Baumeister, Walter Dexel, César Domela. È in larga parte attraverso l'azione di questo gruppo che i principi della Nuova Tipografia vengono diffusi in tutta Europa.
Sebbene il font preferito dal gruppo fosse il Futura, Paul Renner non divenne mai un membro effettivo.

## Il conflitto con il nazismo
I nazisti arriveranno al potere in Baviera solo nel 1933, ma nella città di Monaco, dove i Tschichold vivono, il loro influsso si avverte chiaramente già diversi anni prima. Edith Tschichold ricorderà di avere visto un numero sempre crescente di vicini di casa vestirsi con la divisa delle SA e delle SS. La famiglia decide quindi di trasferirsi a Berlino, dove Jan ottiene una cattedra. Lo spostamento, purtroppo, non risolve la situazione. I Tschichold, si apprenderà successivamente, erano già sotto osservazione a Monaco, spiati da vicini simpatizzati con il nuovo regime.
I nazisti considerano la coppia come altamente sospetta per una quantità di motivi grandi, piccoli e persino del tutto futili: i loro mobili Bauhaus avevano attirato l'attenzione dei giornalisti per il loro essere "diversi", la coppia non usava tende alle finestre (come era invece uso comune). Le loro aperte simpatie verso le avanguardie russe e lo stile del design di Jan li qualificano per essere dei bolscevichi. La grafica dei lavori di Jan "minaccia la moralità e la cultura tedesche" perché si discosta dalla tradizione germanica e dall'uso dei tipici caratteri gotici..
Complessivamente l'intero movimento del Bauhaus e in generale tutte le avanguardie subiranno un analogo destino di persecuzione da parte dei nazisti: Herbert Bayer, con notevole abilità diplomatica, riuscirà a trovare modo di restare fino al 1938, ma la maggior parte degli altri fuggirà dalla Germania ben prima.
Nel 1933 sei soldati delle SA cercano di arrestare Jan Tschichold a casa. Non lo trovano e si limitano a sequestrare dei libri per bambini in russo. Fortunatamente lasciano integri sia i mobili Bauhaus, sia un dipinto di Piet Mondrian. Verso la metà di marzo il tentativo di arresto si ripete. Poiché, nuovamente, Jan non è in casa i nazisti arrestano sua moglie Edith. Il giorno successivo Jan si presenta alle SA e si offre in cambio di Edith. Viene quindi trattenuto, senza alcuna imputazione, accusa formale o processo, per ben 3 settimane. Immediatamente dopo il suo arresto, la scuola per la quale insegna lo licenzia.
Jan Tschichold riesce ad uscire grazie ad una amnistia e decide di rifugiarsi immediatamente a Basilea in Svizzera, dove arriva il 28 luglio del 1933 con Edith e il figlio Peter.
Grazie alla sua fama e alle sue conoscenze riesce a trovare lavoro sia come professore, sia come designer, sebbene con alcune difficoltà economiche.

## Autocritica allaNeue Typographie
Nel 1935 Jan Tschichold pubblica uno dei suoi libri più influenti e diffusi: Typographische Gestaltung (Design tipografico). Sebbene in questo libro continui a sostenere i principi della Nuova Tipografia, riconosce che lo stile impaginativo simmetrico ha ancora qualche merito. Usa il Bodoni per il testo e si nota la presenza di altri font non esclusivamente bastoni.
Questi segni di ripensamento si concretizzano poco prima dello scoppio della seconda guerra mondiale quando Jan comincia a mettere apertamente in discussione le sue stesse teorie. Questo processo richiederà alcuni anni. Nel 1959, in una intervista rilasciata a Typography USA, Tschichold dichiara:
Questa ritrattazione incontra diverse resistenze dai molti designer che avevano accolto i principi della Nuova Tipografia.
È possibile che Tschichold abbia avvertito di aver esplorato e sperimentato a sufficienza quella corrente e volesse concedersi maggior elasticità creativa, o che più semplicemente sia stato influenzato dalle necessità del lavoro: la maggior parte dei suoi clienti sono e saranno, da questi anni in poi, case editrici scarsamente propense ad accogliere i principi della Nuova Tipografia.
Di fatto Tschichold paragona le sue rigide prese di posizione giovanili al Fascismo e a certi atteggiamenti del Nazismo e per questo li ritratta:

## Dopo l'esilio
Da allora il suo lavoro si svolse prevalentemente in Svizzera, tranne alcuni viaggi e l'esperienza londinese presso la Penguin Books (1947-1949), dove rinnovò la corporate image delle collane editoriali. Nel 1967 crea un nuovo font, il Sabon.

## Opere
- Die neue Typographie, Ein Handbuch für zeitgemäss Schaffende, Berlino, Verlag des Bildungsverbandes der Deutschen Buchdrucker, 1928.
- Typografische Entwurfstechnik, Stoccarda, Akademischer Verlag Dr Fritz Wedekind & Co., 1932.
- Ausgewählte Aufsätze über Fragen der Gestalt des Buches und der Typographie, 1948.
  -  La forma del libro, traduzione di Lucio Passerini, introduzione di Robert Bringhurst, Milano, Edizioni Sylvestre Bonnard, 2003, ISBN 88-86842-59-7.
- Schatzkammer der Schreibkunst, Basilea, 1949.
- Meisterbuch der Schrift. Ein Lehrbuch mit vorbildlichen Schriften aus Vergangenheit und Gegenwart für Schriftenmaler, Graphiker, Bildhauer, Graveure, Lithographen, Verlagshersteller, Buchdrucker, Architekten und Kunstschulen, Ravensburg, 1952.
- Geschichte der Schrift in Bildern, Amburgo, 1961.